# 17516 Коґаюкіхіто
17516 Коґаюкіхіто (17516 Kogayukihito) — астероїд головного поясу, відкритий 28 жовтня 1992 року.
Тіссеранів параметр щодо Юпітера — 3,422.